# اوراماکی

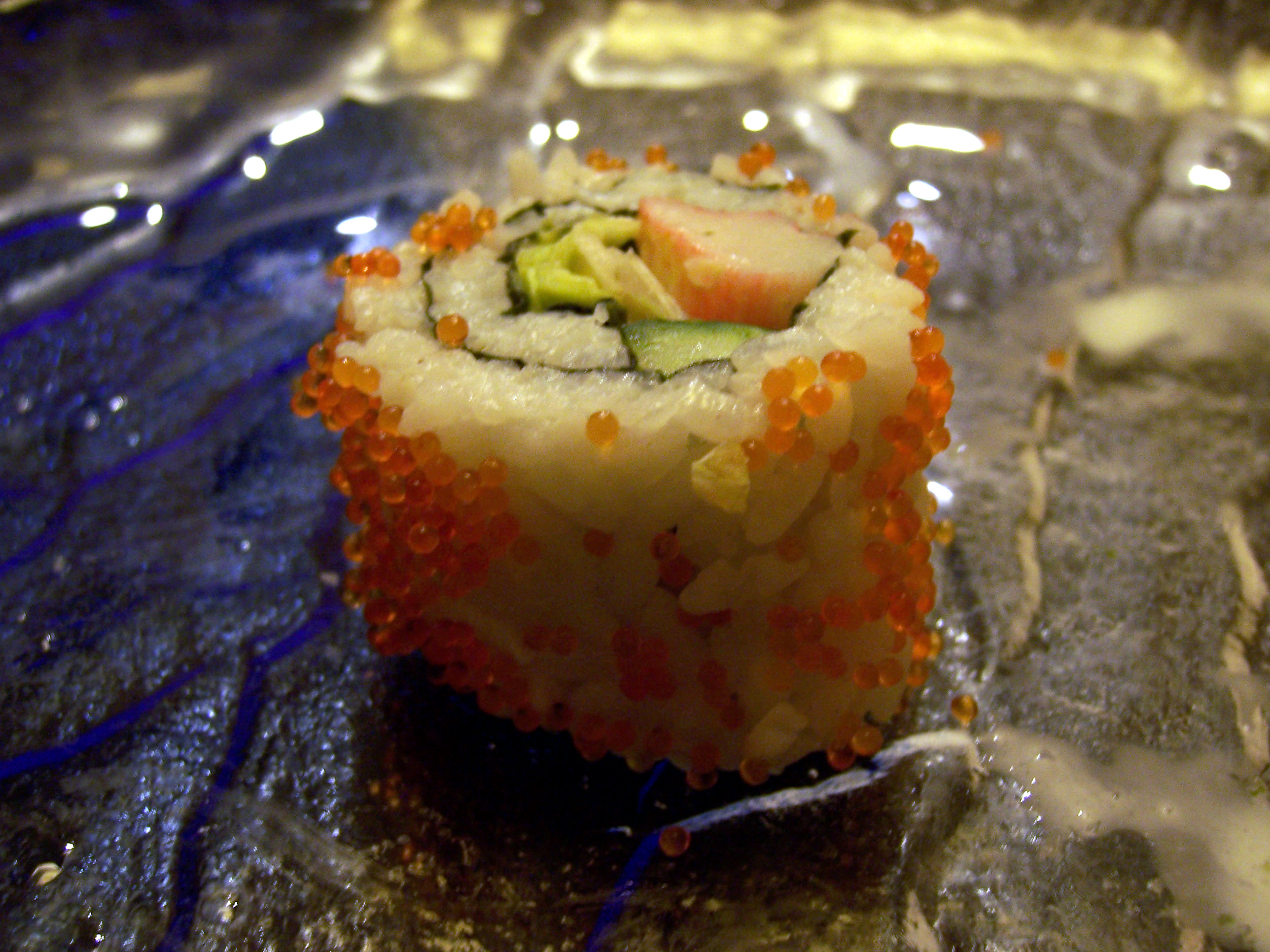
کالیفرنیارول، با توبیکو

اوراماکی یا سوشی پشت به رو (به انگلیسی: uramaki) یکی از انواع ماکی‌زوشی است. 
در این نوع سوشی برخلاف نوع سنتی، برنج در خارج و نُوری در داخل رول قرار گرفته‌است. این نوع سوشی به‌خصوص  در ایالات متحده آمریکا رایج است. از انواع بسیار مشهور آن کالیفرنیارول است. اوراماکی را می‌توان در خانه، نیز درست کرد همچنین در بسیاری از رستوران سوشی نیز در دسترس است.
به هنگام که درست کردن اوراماکی نخست یک لایه برنج روی حصیر سوشی پهن کنید، سپس بر روی آن ورق نُوری یه آرامی فشار دهید، و سپس روی نوری نتا یا مواد سوشی را قرار دهید. به‌طور معمول تنها یک تا سه عنصر غذایی برای پر کردن رول استفاده می‌شود، به طوری که اوراماکی بیش از حد بزرگ نشود. سپس، نوری، مواد، و برنج را همراه یکدیگر بپیچانید.  کنجد یا توبیکو یا مواد دیگر می‌تواند برای اینکه آن را رنگارنگ تر کند، به برنج چسبانده شود.

## تاریخچه پیدایش اوراماکی
کالیفرنیارول به عنوان نخستین نوع از انواع اوراماکی شناخته می‌شود. کالیفرنیا رول برای اولین بار در سال ۱۹۶۳ میلادی در شهر لوس آنجلس و در محله ژاپنی‌ها به نام لیتل توکیو (به انگلیسی: Little Tokyo) در روز افتتاح سالن اجتماعات توکیو به مهمانان عرضه شده‌است. ایدهٔ داخل نهادن ورق نُوری بخاطر مشاهده اینکه آمریکاییان بخاطر عدم آشنایی با مزهٔ نوری این لایه را از رول جدا کرده و مواد باقی‌مانده را می‌خوردند، به وجود آمده‌است.